# The Book of Pooh
The Book of Pooh (O Livro do Pooh) é uma série animada de televisão da Disney e tem como personagens o Ursinho Puff e seus amigos. Em vez de ser desenhada como a série As Novas Aventuras do Ursinho Puff, esta é feita com bonecos se movendo em um cenário criado por computador.
No Brasil, a série estreou em 2002 pelo Disney Channel, como uma das diversas atrações do bloco Playhouse Disney, sendo exibida no canal até 2006. Na TV aberta, foi exibida pelo SBT entre 2005 e 2006, dentro dos programas Bom Dia & Cia e Sábado Animado, sendo esta uma das últimas produções Disney a serem exibidas na emissora, até o contrato deles terminar eventualmente em 2006.

## Personagens e Dubladores Americanos e Brasileiros
- Ursinho Pooh (Jim Cummings/Marcelo Coutinho)
- Leitão (John Fiedler/Oberdan Júnior)
- Tigrão (Jim Cummings/Isaac Bardavid)
- Coelho (Ken Sansom/Miguel Rosenberg)
- Ió (Peter Cullen/Luiz Brandão)
- Corujão (Andre Stojka/Orlando Drummond)
- Kessie (Stephane D'Abruzzo e Kath Cavadini/Lina Mendes)
- Guru (introduzido depois) (Nikita Hopkins/Ana Lúcia Menezes)
- Dona Can (introduzido depois) (Kath Soucie/Selma Lopes)
- Christopher Robin (Paul Tiesler/Caio César)
- Mãe do Christopher Robin (Vicki Kenderes Eibner/Maria Helena Pader)

## Vocais dos Personagens
- Ursinho Pooh (Jim Cummings/Marcelo Coutinho)
- Leitão (Andrew Sabiston, Jeff Bennett e Roger Jackson/Marcelo Coutinho)
- Tigrão (Jim Cummings/Isaac Bardavid)
- Coelho (Ken Sansom/Pedro de Saint Germain)
- Ió (Peter Cullen e Roger Jackson/Maurício  Luz)
- Corujão (Andre Stojka/Orlando Drummond)
- Kessie (Stephane D'Abruzzo/Lina Mendes)
- Guru (introduzido depois) (Nikita Hopkins/Nanná Tribuzy)
- Dona Can (introduzido depois) (Kath Soucie/Kika Tristão)

## Episódios
1. Palavrinhas Mágicas
2. Pequenas Mentiras
3. Partir para Melhor
4. Amigos bem Diferentes